# Avenue des Frères Legrain
L'avenue des Frères Legrain (en néerlandais: Gebroeders Legrainlaan) est une avenue bruxelloise de la commune de Woluwe-Saint-Pierre qui va de l'avenue Edmond Mesens à l'avenue du Chant d'Oiseau sur une longueur totale de 650 mètres.